# Grupo de los Tres (generación del 98)
El Grupo de los Tres se refiere a la unión de Pío Baroja, José Martínez Ruiz (todavía no usaba el seudónimo de Azorín) y Ramiro de Maeztu, que se dio a conocer a través de un manifiesto publicado en diciembre de 1901. El grupo pretendía la transformación de España para su equiparación con los países europeos. El grupo dejó la actividad a finales de 1903 o principios de 1904, sin haber conseguido ninguno de sus objetivos, lo que llevó a sus miembros a la desesperanza y pesimismo respecto a España y su futuro. A partir de este momento de ruptura, cada miembro siguió su evolución personal por derroteros muy distintos a los de ideales juveniles: Maeztu pasó del socialismo a ser un paladín del concepto de hispanidad y de la extrema derecha; Azorín abandonó su anarquismo destructivo para formar parte de proyectos políticos dentro del gobierno conservador de Maura accediendo a cargos relevantes de la Administración; Baroja siguió en su línea inconformista, pero cada vez más aislado.

## La revistaJuventud

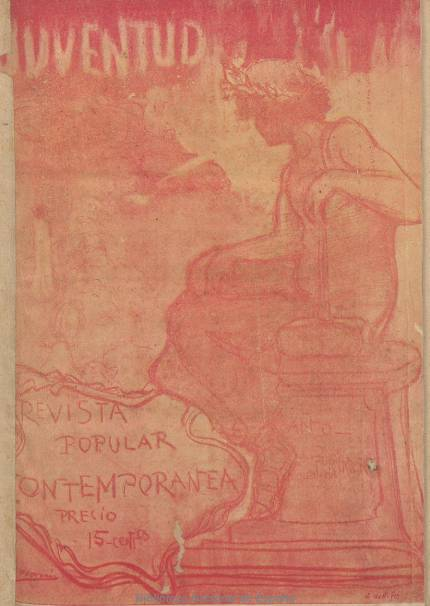
Portada del primer número de "Juventud" (Madrid, octubre de 1901)

El núcleo sobre el que se articula el Grupo de los Tres será una publicación, la revista Juventud, que pese a su escasa duración (1 de octubre de 1901 a 27 de marzo de 1902) publicó doce números. La revista tenía un tono europeizante y pretendidamente científico. El conocido como «Manifiesto de los Tres» fue publicado en diciembre de 1901 en el número 11. En este se dice textualmente que se debe «aplicar los conocimientos de la ciencia en general en todas las llagas sociales». Según los Tres, esas llagas eran pobreza rural, hambre, alcoholismo y prostitución, y las necesidades prioritarias: educación obligatoria, caja de crédito agrícola y legalización del divorcio. Estas eran las propuestas del manifiesto, donde no aparece en ningún momento la política. En sus páginas se publicaron artículos de lo mejor del regeneracionismo, del krausismo y del incipiente socialismo español: Miguel de Unamuno, Joaquín Costa, Giner de los Ríos, Santiago Ramón y Cajal, Pedro Dorado Montero, Julián Besteiro y Rafael Altamira.

## Actuaciones del grupo
Entre alguna de las actuaciones del grupo de los Tres, destaca una reunión con el general Camilo Polavieja, capitán general en Cuba, Filipinas y Puerto Rico, y que había lanzado una propuesta regeneracionista tras el desastre del 98. El grupo, como se relata en las memorias de Baroja, participaba de una dictadura liberal, técnica y antiparlamentaria, y querían planteárselo a Polavieja. Lo único que acordaron fue la edificación de un monumento en memoria de los soldados muertos en las colonias.
Otra actuación fue el caso Alozaina, donde se entremezclaban problemas de caciquismo, corrupción y abuso de poder, que fracasó pese a contar con el apoyo de Unamuno y sobre todo de Antonio Maura.

## Final del grupo
Los fracasos en la intención de regenerar España llegaron pronto, y el grupo dejó de firmar artículos en conjunto. Cada miembro continuó por separado con su carrera literaria, ya no tanto en el género periodístico como en del ensayo o la novela.